# Temporada 2011 del fútbol colombiano
La Temporada 2011 del fútbol colombiano abarcó todas las actividades relativas a campeonatos de fútbol profesional, nacionales e internacionales, disputados por clubes colombianos, y por las selecciones nacionales de este país en sus diversas categorías. 

## Torneos locales

### Categoría Primera A

#### Torneo Apertura
- Final.

| Fecha                                                                  | Ciudad   | Equipo local      | Resultado | Equipo visitante  |
| ---------------------------------------------------------------------- | -------- | ----------------- | --------- | ----------------- |
| 12 de junio                                                            | Bogotá   | La Equidad        | 2 : 1     | Atlético Nacional |
| 18 de junio                                                            | Medellín | Atlético Nacional | 2 : 1     | La Equidad        |
| Atlético Nacional se coronó campeón en tiros desde el punto penal 3:2. |          |                   |           |                   |

| Campeón Atlético Nacional Undécimo título |

#### Torneo Finalización
- Final.

| Fecha                                                       | Ciudad       | Equipo local | Resultado | Equipo visitante |
| ----------------------------------------------------------- | ------------ | ------------ | --------- | ---------------- |
| 18 de diciembre                                             | Barranquilla | Junior       | 3 : 2     | Once Caldas      |
| 21 de diciembre                                             | Manizales    | Once Caldas  | 2 : 1     | Junior           |
| Junior se coronó campeón en tiros desde el punto penal 4-2. |              |              |           |                  |

| Campeón Junior Séptimo título |

#### Tabla de reclasificación
En esta tabla se tienen en cuenta todos los partidos del año. Además de los campeones de los torneos Apertura y Finalización, el equipo con mejor puntaje de esta tabla, clasificará a la fase previa de la Copa Libertadores 2012. Asimismo, el segundo y tercer mejor puntaje de esta tabla, tendrán un cupo a la Copa Sudamericana 2012. Hay un cupo adicional aprobado por la Conmebol para el certamen, el cual se definió que será entregado para el cuarto mejor puntaje de esta tabla.
| Pos. | Equipos                | PJ | PG | PE | PP | GF | GC | Dif. | Pts. |
| ---- | ---------------------- | -- | -- | -- | -- | -- | -- | ---- | ---- |
| 1.   | Once Caldas            | 44 | 23 | 10 | 11 | 76 | 47 | 29   | 79   |
| 2.   | Millonarios (CC)       | 44 | 19 | 9  | 16 | 62 | 51 | 11   | 66   |
| 3.   | Envigado F. C.         | 40 | 17 | 13 | 10 | 54 | 44 | 10   | 64   |
| 4.   | Atlético Nacional (A)  | 42 | 18 | 10 | 14 | 65 | 57 | 8    | 64   |
| 5.   | Deportes Tolima        | 40 | 18 | 9  | 13 | 62 | 51 | 11   | 63   |
| 6.   | Junior (F)             | 42 | 15 | 13 | 14 | 56 | 59 | -3   | 58   |
| 7.   | La Equidad             | 42 | 14 | 14 | 14 | 44 | 43 | 1    | 56   |
| 8.   | Santa Fe               | 40 | 15 | 11 | 14 | 46 | 46 | 0    | 56   |
| 9.   | Itagüi Ditaires        | 38 | 14 | 12 | 12 | 50 | 45 | 5    | 54   |
| 10.  | Boyacá Chicó           | 38 | 14 | 12 | 12 | 46 | 42 | 4    | 53   |
| 11.  | Deportivo Cali         | 38 | 15 | 8  | 15 | 38 | 46 | -8   | 53   |
| 12.  | América de Cali        | 38 | 14 | 8  | 16 | 45 | 51 | -6   | 50   |
| 13.  | Deportes Quindío       | 36 | 14 | 8  | 14 | 45 | 55 | -10  | 50   |
| 14.  | Real Cartagena         | 36 | 11 | 9  | 16 | 45 | 50 | -5   | 42   |
| 15.  | Cúcuta Deportivo       | 38 | 8  | 18 | 12 | 41 | 51 | -10  | 42   |
| 16.  | Atlético Huila         | 36 | 10 | 9  | 17 | 45 | 58 | -13  | 39   |
| 17.  | Independiente Medellín | 36 | 10 | 7  | 19 | 45 | 58 | -13  | 37   |
| 18.  | Deportivo Pereira      | 36 | 6  | 14 | 16 | 39 | 50 | -11  | 32   |

Fuente: Web oficial de Dimayor
|  | Clasificado a la Segunda fase de Copa Libertadores 2012.    |
|  | Clasificado a la Primera fase de la Copa Libertadores 2012. |
|  | Clasificado a la Primera fase de la Copa Sudamericana 2012. |

| (CC) Campeón de la Copa Colombia 2011.    |
| (A) Campeón del Torneo Apertura 2011.     |
| (F) Campeón del Torneo Finalización 2011. |

##### Representantes en competición internacional
| Clasificado como | Copa Libertadores 2012 | Copa Sudamericana 2012 |
| ---------------- | ---------------------- | ---------------------- |
| Colombia 1       | Atlético Nacional      | Millonarios            |
| Colombia 2       | Junior                 | Envigado F. C.         |
| Colombia 3       | Once Caldas            | Deportes Tolima        |
| Colombia 4       |                        | La Equidad             |

#### Tabla de descenso
Los ascensos y descensos en el fútbol colombiano se definen por la Tabla de descenso, la cual promedia las campañas: 2009-I, 2009-II, 2010-I, 2010-II, 2011-I y 2011-II. Los puntos de la tabla se obtienen de la división del puntaje total entre partidos jugados, únicamente en la fase de todos contra todos.
El último en dicha tabla descenderá a la Categoría Primera B dándole el ascenso directo al campeón de la segunda categoría. Por su parte el equipo que ocupe el penúltimo lugar  en la Tabla de descenso, disputará la serie de promoción ante el subcampeón de la Primera B en partidos de ida y vuelta.
Cabe recordar que en la tabla de descenso no cuentan los partidos por los cuartos de final, la semifinal ni la final del campeonato, únicamente los de la fase todos contra todos.
| Pos. | Equipos                 | PJ  | GF  | GC  | Dif. | Pts. | Prom. |
| ---- | ----------------------- | --- | --- | --- | ---- | ---- | ----- |
| 18.  | Deportivo Pereira (D)   | 108 | 121 | 134 | -13  | 112  | 1.037 |
| 17.  | América de Cali (P) (D) | 108 | 132 | 150 | -18  | 127  | 1.176 |
| 16.  | Itagüí Ditaires         | 108 | 135 | 142 | -7   | 132  | 1.222 |
| 15.  | Envigado F. C.          | 108 | 149 | 167 | -18  | 134  | 1.241 |
| 14.  | Cúcuta Deportivo        | 108 | 108 | 120 | -12  | 135  | 1250  |
| 13.  | Real Cartagena          | 108 | 139 | 159 | -20  | 137  | 1.269 |
| 12.  | Deportes Quindío        | 108 | 124 | 151 | -27  | 138  | 1.277 |
| 11.  | Millonarios             | 108 | 139 | 134 | 5    | 140  | 1.296 |
| 10.  | Independiente Medellín  | 108 | 143 | 144 | -1   | 143  | 1.324 |
| 9.   | Atlético Huila          | 108 | 151 | 158 | -7   | 147  | 1.361 |
| 8.   | La Equidad              | 108 | 122 | 129 | -7   | 149  | 1.379 |
| 7.   | Boyacá Chicó            | 108 | 141 | 143 | -2   | 156  | 1.444 |
| 6.   | Junior                  | 108 | 161 | 138 | 23   | 156  | 1.444 |
| 5.   | Deportivo Cali          | 108 | 148 | 136 | 12   | 157  | 1.454 |
| 4.   | Atlético Nacional       | 108 | 147 | 141 | 6    | 159  | 1.472 |
| 3.   | Santa Fe                | 108 | 142 | 126 | 16   | 165  | 1.528 |
| 2.   | Once Caldas             | 108 | 178 | 143 | 35   | 171  | 1.583 |
| 1.   | Deportes Tolima         | 108 | 173 | 122 | 51   | 187  | 1.731 |

Fuente: Web oficial de Dimayor
| (P) (D) | Disputó y perdió la serie de promoción.                   |
| (D)     | Descenso a la Categoría Primera B para la temporada 2012. |

##### Cambios de categoría
|  | Deportivo Pereira América de Cali |

|  | Deportivo Pasto Patriotas |

### Categoría Primera B

#### Final del año
| Fecha                                                                                                   | Ciudad | Equipo local    | Resultado        | Equipo visitante |
| --- | ------ | --------------- | ---------------- | ---------------- |
| 30 de noviembre                                                                                         | Tunja  | Patriotas       | 1 : 0            | Deportivo Pasto  |
| 4 de diciembre                                                                                          | Pasto  | Deportivo Pasto | 1 : 0 (2:0 pen.) | Patriotas        |
| Deportivo Pasto se coronó campeón en tiros desde el punto penal por 2-0, tras empatar 2:2 en el global. |        |                 |                  |                  |

| Colombia                               |
| Campeón Deportivo Pasto Segundo título |

#### Serie de promoción
La disputaron el clasificado en el penúltimo lugar de la tabla de descenso de la Primera A en 2011 y el subcampeón de la Primera B. Aunque las fechas estaban programadas para los días 7 y 10 de diciembre, la promoción se jugará los días 27 y 30 de diciembre o 72 horas después que América de Cali sea eliminado en el desarrollo de la fase final del Torneo Finalización. Luego de la eliminación del equipo 'Escarlata', quedó determinada la disputa de la serie en los días 11 y 14 de diciembre. Sin embargo, el partido de vuelta fue cambiado para el 17 de diciembre porque tendrá transmisión a través de televisión en RCN.
| Fecha | Ciudad | Equipo local    | Resultado       | Equipo visitante |
| --- | ------ | --------------- | --------------- | ---------------- |
| 11 de diciembre | Tunja  | Patriotas       | 1 : 1           | América de Cali  |
| 17 de diciembre | Cali   | América de Cali | 1 : 1(3:4 pen.) | Patriotas        |
| Patriotas ascendió a la Primera A en la temporada 2012 al ganar 3:4 en los tiros desde el punto penal, tras empatar 2:2 en el global. |        |                 |                 |                  |

### Copa Colombia
- Final

| Fecha                                               | Ciudad | Equipo local | Resultado | Equipo visitante |
| --------------------------------------------------- | ------ | ------------ | --------- | ---------------- |
| 19 de octubre                                       | Tunja  | Boyacá Chicó | 0 : 1     | Millonarios      |
| 27 de octubre                                       | Bogotá | Millonarios  | 1 : 0     | Boyacá Chicó     |
| Millonarios se coronó campeón con un global de 2:0. |        |              |           |                  |

| Colombia                          |
| Campeón Millonarios Tercer título |

## Torneos internacionales

### Copa Libertadores de América
| Equipo          | Fase final             | Pts. | PJ | PG | PE | PP | GF | GC | DG | Rend.  |
| --------------- | ---------------------- | ---- | -- | -- | -- | -- | -- | -- | -- | ------ |
| Deportes Tolima | Segunda fase (Grupo 7) | 12   | 8  | 3  | 3  | 2  | 7  | 8  | -1 | 50 %   |
| Junior          | Octavos de final       | 15   | 8  | 4  | 3  | 1  | 13 | 11 | 2  | 62,5 % |
| Once Caldas     | Cuartos de final       | 11   | 10 | 2  | 5  | 3  | 11 | 12 | -1 | 36,6 % |

### Copa Sudamericana
| Equipo         | Fase final       | Pts. | PJ | PG | PE | PP | GF | GC | DG | Rend.  |
| -------------- | ---------------- | ---- | -- | -- | -- | -- | -- | -- | -- | ------ |
| Deportivo Cali | Segunda fase     | 2    | 2  | 0  | 2  | 0  | 2  | 2  | 0  | 33,3 % |
| La Equidad     | Segunda fase     | 6    | 4  | 2  | 0  | 2  | 4  | 3  | 1  | 50 %   |
| Santa Fe       | Cuartos de final | 11   | 8  | 2  | 5  | 1  | 13 | 9  | 4  | 45,8 % |

### Copa Libertadores Sub-20
| Equipo      | Fase final             | Pts. | PJ | PG | PE | PP | GF | GC | DG | Rend.  |
| ----------- | ---------------------- | ---- | -- | -- | -- | -- | -- | -- | -- | ------ |
| Millonarios | Primera fase (Grupo C) | 2    | 3  | 0  | 2  | 1  | 2  | 3  | -1 | 22,2 % |

### Copa Libertadores de América Femenina
| Equipo         | Fase final             | Pts. | PJ | PG | PE | PP | GF | GC | DG | Rend.  |
| -------------- | ---------------------- | ---- | -- | -- | -- | -- | -- | -- | -- | ------ |
| Formas Íntimas | Primera fase (Grupo 3) | 4    | 3  | 1  | 1  | 1  | 9  | 9  | 0  | 44,4 % |

## Selección nacional masculina

### Mayores

#### Copa América
| Equipo             | Pt | PJ | PG | PE | PP | GF | GC | DG | Rend.  |
| ------------------ | -- | -- | -- | -- | -- | -- | -- | -- | ------ |
| Selección nacional | 7  | 4  | 2  | 1  | 1  | 3  | 2  | 1  | 58,3 % |

- Resultado final: Eliminado en Cuartos de final.

Grupo A
| Equipos    | Pts | PJ | PG | PE | PP | GF | GC | Dif |
| ---------- | --- | -- | -- | -- | -- | -- | -- | --- |
| Colombia   | 7   | 3  | 2  | 1  | 0  | 3  | 0  | 3   |
| Argentina  | 5   | 3  | 1  | 2  | 0  | 4  | 1  | 3   |
| Costa Rica | 3   | 3  | 1  | 0  | 2  | 2  | 4  | -2  |
| Bolivia    | 1   | 3  | 0  | 1  | 2  | 1  | 5  | -4  |

| 2 de julio de 2011, 15:30 (UTC-3) | Colombia  | 1:0 (1:0) | Costa Rica | Estadio 23 de Agosto, San Salvador de Jujuy                       |                                                                   |
|                                   | Ramos 44' | Reporte   |            | Asistencia: 23.000 espectadores Árbitro(s): Enrique Osses (Chile) | Asistencia: 23.000 espectadores Árbitro(s): Enrique Osses (Chile) |

| 6 de julio de 2011, 21:45 (UTC-3) | Argentina | 0:0     | Colombia | Estadio Brigadier General Estanislao López, Santa Fe                 |                                                                      |
|                                   |           | Reporte |          | Asistencia: 47.000 espectadores Árbitro(s): Salvio Fagundes (Brasil) | Asistencia: 47.000 espectadores Árbitro(s): Salvio Fagundes (Brasil) |

| 10 de julio de 2011, 16:00 (UTC-3) | Colombia              | 2:0 (2:0) | Bolivia | Estadio Brigadier General Estanislao López, Santa Fe                  |                                                                       |
|                                    | Falcao 14' 28' (pen.) | Reporte   |         | Asistencia: 20.000 espectadores Árbitro(s): Francisco Chacón (México) | Asistencia: 20.000 espectadores Árbitro(s): Francisco Chacón (México) |

Cuartos de final
| 16 de julio de 2011, 16:00 (UTC-3) | Colombia | 0:2 (0:0, 0:0) (t. s.) | Perú                       | Estadio Mario Alberto Kempes, Córdoba                                 |                                                                       |
|                                    |          | Reporte                | Lobatón 101' · Vargas 111' | Asistencia: 40.000 espectadores Árbitro(s): Francisco Chacón (México) | Asistencia: 40.000 espectadores Árbitro(s): Francisco Chacón (México) |

#### Partidos de la Selección mayor en 2011
| Fecha           | Lugar                                                          | Rival      | Marcador | Competencia               | Goles de Colombia                            |
| --------------- | -------------------------------------------------------------- | ---------- | -------- | ------------------------- | -------------------------------------------- |
| 9 de febrero    | Estadio Santiago Bernabéu Madrid, España                       | España     | 0 : 1    | Amistoso                  | Sin goles                                    |
| 26 de marzo     | Estadio Vicente Calderón Madrid, España                        | Ecuador    | 2 : 0    | Amistoso                  | 24' Falcao García · 74' Freddy Guarín        |
| 29 de marzo     | Den Haag Stadion La Haya, Países Bajos                         | Chile      | 0 : 2    | Amistoso                  | Sin goles                                    |
| 22 de junio     | Estadio Hernán Ramírez Villegas Pereira, Colombia              | México     | 0 : 0    | Amistoso                  | Sin goles                                    |
| 25 de junio     | Estadio Atanasio Girardot Medellín, Colombia                   | Senegal    | 2 : 0    | Amistoso                  | 16' Abel Aguilar · 41' Jackson Martínez      |
| 2 de julio      | Estadio 23 de Agosto San Salvador de Jujuy, Argentina          | Costa Rica | 1 : 0    | Copa América 2011         | 44' Adrián Ramos                             |
| 6 de julio      | Estadio Brigadier General Estanislao López Santa Fe, Argentina | Argentina  | 0 : 0    | Copa América 2011         | Sin goles                                    |
| 10 de julio     | Estadio Brigadier General Estanislao López Santa Fe, Argentina | Bolivia    | 2 : 0    | Copa América 2011         | 14' 29' Falcao García                        |
| 16 de julio     | Estadio Mario Alberto Kempes Córdoba, Argentina                | Perú       | 0 : 2    | Copa América 2011         | Sin goles                                    |
| 3 de septiembre | Red Bull Arena Harrison, Estados Unidos                        | Honduras   | 2 : 0    | Amistoso                  | 24' 72' Teófilo Gutiérrez                    |
| 6 de septiembre | Lockhart Stadium Fort Lauderdale, Estados Unidos               | Jamaica    | 2 : 0    | Amistoso                  | 55' Teófilo Gutiérrez · 90' Jackson Martínez |
| 11 de octubre   | Estadio Hernando Siles La Paz, Bolivia                         | Bolivia    | 2 : 1    | Eliminatorias Brasil 2014 | 48' Dorlan Pabón · 90+2' Falcao García       |
| 11 de noviembre | Estadio Metropolitano Roberto Meléndez Barranquilla, Colombia  | Venezuela  | 1 : 1    | Eliminatorias Brasil 2014 | 11' Freddy Guarin                            |
| 15 de noviembre | Estadio Metropolitano Roberto Meléndez Barranquilla, Colombia  | Argentina  | 1 : 2    | Eliminatorias Brasil 2014 | 45' Dorlan Pabón                             |

### Sub-20

#### Campeonato Sudamericano de Fútbol Sub-20
| Equipo                    | Pt | PJ | PG | PE | PP | GF | GC | DG | Rend.  |
| ------------------------- | -- | -- | -- | -- | -- | -- | -- | -- | ------ |
| Selección nacional sub-20 | 6  | 9  | 1  | 3  | 5  | 8  | 16 | -8 | 22,2 % |

- Resultado final: Sexto lugar.

#### Torneo Esperanzas de Toulon
| Equipo                    | Pt | PJ | PG | PE | PP | GF | GC | DG | Rend. |
| ------------------------- | -- | -- | -- | -- | -- | -- | -- | -- | ----- |
| Selección nacional sub-20 | 9  | 5  | 2  | 3  | 0  | 9  | 4  | 5  | 60 %  |

- Resultado final: Campeón.

| Campeón Colombia |
| 3.er título      |

#### Copa Mundial de Fútbol Sub-20
| Equipo                    | Pt | PJ | PG | PE | PP | GF | GC | DG | Rend. |
| ------------------------- | -- | -- | -- | -- | -- | -- | -- | -- | ----- |
| Selección nacional sub-20 | 12 | 5  | 4  | 0  | 1  | 11 | 6  | 5  | 80 %  |

- Resultado final: Eliminado en Cuartos de final

Grupo A
| Equipo        | Pts | PJ | PG | PE | PP | GF | GC | Dif. |
| ------------- | --- | -- | -- | -- | -- | -- | -- | ---- |
| Colombia      | 9   | 3  | 3  | 0  | 0  | 7  | 1  | 6    |
| Francia       | 6   | 3  | 2  | 0  | 1  | 6  | 5  | 1    |
| Corea del Sur | 3   | 3  | 1  | 0  | 2  | 3  | 4  | -1   |
| Malí          | 0   | 3  | 0  | 0  | 3  | 0  | 6  | -6   |

| 30 de julio de 2011, 20:00 (UTC-5)     | Colombia                                          | 4:1 (1:1) | Francia  | Estadio Nemesio Camacho El Campín, Bogotá                                 |                                                                           |
|                                        | Rodríguez 30' (pen.) · Muriel 48' 66' · Arias 64' | Reporte   | Sunu 21' | Asistencia: 36 111 espectadores Árbitro(s): Peter O'Leary (Nueva Zelanda) | Asistencia: 36 111 espectadores Árbitro(s): Peter O'Leary (Nueva Zelanda) |
| Inicio retrasado 1 hora por mal clima. |                                                   |           |          |                                                                           |                                                                           |

| 2 de agosto de 2011, 20:00 (UTC-5) | Colombia                       | 2:0 (1:0) | Malí | Estadio Nemesio Camacho El Campín, Bogotá                        |                                                                  |
|                                    | Valencia 23' · Rodríguez 90+1' | Reporte   |      | Asistencia: 36 103 espectadores Árbitro(s): István Vad (Hungría) | Asistencia: 36 103 espectadores Árbitro(s): István Vad (Hungría) |

| 5 de agosto de 2011, 20:00 (UTC-5) | Colombia   | 1:0 (1:0) | Corea del Sur | Estadio Nemesio Camacho El Campín, Bogotá                                 |                                                                           |
|                                    | Muriel 37' | Reporte   |               | Asistencia: 36 082 espectadores Árbitro(s): Markus Strömbergsson (Suecia) | Asistencia: 36 082 espectadores Árbitro(s): Markus Strömbergsson (Suecia) |

Octavos de final
| 9 de agosto de 2011, 20:00 (UTC-5) | Colombia                                         | 3:2 (0:0) | Costa Rica           | Estadio Nemesio Camacho El Campín, Bogotá                                 |                                                                           |
|                                    | Muriel 56' · Franco 79' · Rodríguez 90+3' (pen.) | Reporte   | Ruíz 63' · Escoe 65' | Asistencia: 36 084 espectadores Árbitro(s): Mark Clattenburg (Inglaterra) | Asistencia: 36 084 espectadores Árbitro(s): Mark Clattenburg (Inglaterra) |

Cuartos de final
| 13 de agosto de 2011, 20:00 (UTC-5) | Colombia   | 1:3 (0:1) | México                             | Estadio Nemesio Camacho El Campín, Bogotá                          |                                                                    |
|                                     | Zapata 60' | Reporte   | Torres 38' (pen.) · Rivera 69' 88' | Asistencia: 35 501 espectadores Árbitro(s): Cüneyt Çakır (Turquía) | Asistencia: 35 501 espectadores Árbitro(s): Cüneyt Çakır (Turquía) |

### Sub-17

#### Campeonato Sudamericano de Fútbol Sub-17
| Equipo                    | Pt | PJ | PG | PE | PP | GF | GC | DG | Rend.  |
| ------------------------- | -- | -- | -- | -- | -- | -- | -- | -- | ------ |
| Selección nacional Sub-17 | 11 | 9  | 3  | 2  | 4  | 12 | 15 | -3 | 40,7 % |

- Resultado final: Quinto lugar.

### Sub-15

#### Campeonato Sudamericano de Fútbol Sub-15
| Equipo                    | Pt | PJ | PG | PE | PP | GF | GC | DG | Rend.  |
| ------------------------- | -- | -- | -- | -- | -- | -- | -- | -- | ------ |
| Selección nacional sub-15 | 14 | 7  | 4  | 2  | 1  | 10 | 6  | 4  | 66,7 % |

- Resultado final: Subcampeón.

## Selección nacional femenina

### Mayores

#### Amistosos de preparación
| Fecha       | Lugar                                 | Rival         | Marcador          | Competencia                   | Goles de Colombia                            |
| ----------- | ------------------------------------- | ------------- | ----------------- | ----------------------------- | -------------------------------------------- |
| 22 de abril | Estadio Villa Olímpica Chía, Colombia | México        | 2 - 3             | Amistoso                      | 50' Catalina Usme · 81' Yoreli Rincón        |
| 24 de abril | Estadio Villa Olímpica Chía, Colombia | México        | 2 - 4             | Amistoso                      | 21' Kena Romero · 70' Katerin Castro         |
| 15 de junio | Stade St.Germain Savièse, Suiza       | Dinamarca     | 1 - 1 1 -3 (pen.) | Copa Matchworld Femenina 2011 | 75' Yulieth Domínguez                        |
| 18 de junio | Terrain des Planches Apples, Suiza    | Nueva Zelanda | 1 - 0             | Copa Matchworld Femenina 2011 | No hubo                                      |
| 20 de junio | Sportanlage Stapfen Nates, Suiza      | Gales         | 3 - 1             | Copa Matchworld Femenina 2011 | 22' Diana Ospina · 37', 61' Carmen Rodallega |

#### Copa Mundial Femenina de Fútbol
| Equipo                      | Pt | PJ | PG | PE | PP | GF | GC | DG | Rend.  |
| --------------------------- | -- | -- | -- | -- | -- | -- | -- | -- | ------ |
| Selección nacional femenina | 1  | 3  | 0  | 1  | 2  | 0  | 4  | -4 | 11,1 % |

- Resultado final: Eliminado en fase de grupos.

Grupo C
| Equipo          | Pts | PJ | PG | PE | PP | GF | GC | Dif |
| --------------- | --- | -- | -- | -- | -- | -- | -- | --- |
| Suecia          | 9   | 3  | 3  | 0  | 0  | 4  | 1  | 3   |
| Estados Unidos  | 6   | 3  | 2  | 0  | 1  | 6  | 2  | 4   |
| Corea del Norte | 1   | 3  | 0  | 1  | 2  | 0  | 3  | -3  |
| Colombia        | 1   | 3  | 0  | 1  | 2  | 0  | 4  | -4  |

| 28 de junio de 2011, 15:00 (UTC+2) | Colombia | 0:1 (0:0) | Suecia        | Estadio de la Copa Mundial, Leverkusen                         |                                                                |
|                                    |          | Reporte   | Landström 57' | Asistencia: 21 106 espectadores Árbitro(s): Carol Anne Chenard | Asistencia: 21 106 espectadores Árbitro(s): Carol Anne Chenard |

| 2 de julio de 2011, 18:00 (UTC+2) | Estados Unidos                         | 3:0 (1:0) | Colombia | Rhein-Neckar-Arena, Sinsheim                               |                                                            |
|                                   | O'Reilly 12' · Rapinoe 50' · Lloyd 57' | Reporte   |          | Asistencia: 25 475 espectadores Árbitro(s): Dagmar Damková | Asistencia: 25 475 espectadores Árbitro(s): Dagmar Damková |

| 6 de julio de 2011, 20:45 (UTC+2)                                | Corea del Norte | 0:0     | Colombia | Rewirpowerstadion, Bochum                                       |                                                                 |
|                                                                  |                 | Reporte |          | Asistencia: 7805 espectadores Árbitro(s): Christina W. Pedersen | Asistencia: 7805 espectadores Árbitro(s): Christina W. Pedersen |
| Primer punto de Colombia en una Copa Mundial Femenina de la FIFA |                 |         |          |                                                                 |                                                                 |

#### Juegos Panamericanos
| Equipo                      | Pt | PJ | PG | PE | PP | GF | GC | DG | Rend. |
| --------------------------- | -- | -- | -- | -- | -- | -- | -- | -- | ----- |
| Selección nacional femenina | 6  | 5  | 2  | 0  | 3  | 3  | 4  | -1 | 40 %  |

- Resultado final: Cuarto lugar.